# Gustavo de Castro
Gustavo de Castro foi um matemático português que introduziu diversas disciplinas matemáticas e os primeiros computadores no país, tendo criado o primeiro centro de Cálculo Automático.
Gustavo de Castro licenciou-se em Matemática pela Faculdade de Ciências de Lisboa em 1942. Foi bolseiro da Universidade de Paris (1946-1948), onde dirigiu, dois anos, o Grupo de Estudos de Probabilidades da Corporação dos Estudantes (por sugestão do Prof. Maurice Fréchet) e terminou o curso do Institut de Statistique (obtendo a primeira classificação de 1948).
Foi introdutor de novidades: Estatística, Teoria dos Jogos, Computadores (tendo criado o primeiro Centro de Cálculo Automático), Teoria Matemática da Informação, Investigação Operacional e Otimização Matemática, Cibernética, Mecânica Cibernética, Mecânica Aleatória, Biomatemática; no Laboratório Nacional de Engenharia Civil, na Direcção de Telecomunicações e na Faculdade de Medicina da Universidade de Lisboa.
Foi autor de uma dezena de livros e numerosas memórias. Foi matemático do LNEC, professor de Biomatemática na Faculdade de Medicina de Lisboa e director do Seminário de Cibernética na Direcção Geral de Telecomunicações. Fez numerosas conferências, seminários, cursos de pós-graduação -- no LNEC, em faculdades e sociedades cientificas.

## Publicações
- Introdução à Teoria das Probabilidades
- Teoria da Diagnose ou do Screening Binário
- Sobre a História da Algebra
- A Quantidade de Informação
- Nós e os Génios
- Note on differences of Bernoulli and Poisson variables[3]